# Hortus Mauritianus
Hortus Mauritianus (abreviado Hortus Maurit.) es un libro con ilustraciones y descripciones botánicas que fue escrito por el naturalista , botánico , explorador checo; Wenceslas Bojer y publicado en el año 1837 con el nombre de ''Hortus Mauritianus : ou énumération des plantes, exotiques et indigènes, qui croissent a l'Ile Maurice, disposées d'aprés la méthode naturelle, 1837